# Мольтке, Куно фон
Граф Куно Августус Фридрих Карл Детлеф фон Мольтке (нем. Kuno Augustus Friedrich Karl Detlev Graf von Moltke; 13 декабря 1847, Нойштрелиц — 19 марта 1923, Бреслау) — прусский генерал-лейтенант, флигель-адъютант императора Вильгельма II, комендант города Берлина.

## Биография
Куно фон Мольтке происходил из вюртембергской линии старинного дворянского рода Мольтке. В 1896 году, будучи комендантом города Берлина, женился на вдове Аталии (Лили) фон Крузе-Нетцов, урождённой фон Гейден. Развод последовал уже 15 ноября 1899 года после того, как Аталия выяснила, что её супруга связывала многолетняя интимная связь с прусским посланником в Вене Филиппом цу Эйленбургом. Впоследствии Лили фон Мольтке вышла замуж за Гарри фон Эльбе.
Мольтке входил в ближайшее окружение императора Вильгельма II, так называемый «либенбергский кружок», оказывавший на него существенное влияние. Из переписки Мольтке и Эйленбурга, переданной ему бывшей женой Мольтке в 1906 году, журналист Максимилиан Гарден выяснил, что некоторые члены этого круга были гомосексуалистами. В ходе процесса Эйленбурга-Мольтке им были предъявлены обвинения по параграфу 175 УК ("однополый разврат"). После этого Мольтке вызвал Гардена на дуэль, но тот отказался. В ходе судебного процесса, состоявшегося против Гардена в июне 1907 года по обвинению в клевете, он был оправдан.